# Woodiphora beaveri
Woodiphora beaveri är en tvåvingeart som beskrevs av Ronald Henry Lambert Disney 1985. Woodiphora beaveri ingår i släktet Woodiphora och familjen puckelflugor.
Artens utbredningsområde är Zambia. Inga underarter finns listade i Catalogue of Life.